# タトラT2D
タトラT2Dは、かつてチェコスロバキア（現：チェコ）に存在した鉄道車両メーカーであるČKDタトラが生産した路面電車車両。東ドイツ向けの車両で、経済相互援助会議（コメコン）の方針の元で同国の鉄道車両メーカーから同型車両の製造を移管する形で生産された経緯を持つ。
この項目では、同型の付随車であるタトラB2Dについても解説する。

## 概要
東側諸国の1つであった東ドイツ向けの路面電車車両の製造は1960年代まで国営企業のゴータ車両製造が手掛けていたが、同年代に経済相互援助会議（コメコン）は東側諸国における路面電車の製造の優先権をチェコスロバキア（現：チェコ）のČKDタトラへ与える決定を下した。同時期のČKDタトラではタトラカーと呼ばれる大型のボギー車の大量生産が実施されていたが、東ドイツには車両限界や走行時の電力消費量の高さが適さない路面電車路線が多数存在していた。それを受け、ČKDタトラはゴータ車両製造が手掛けていた2軸車（ゴータカー）の同型車両を一時的に生産する事となり、1966年に試作車を製造した後1967年から1968年まで量産が実施された。これがT2D（電動車）およびB2D（付随車）で、形式名は「ドイツ（Deutschland）向け2軸電動車（Triebwagen）」（T2D）および「ドイツ向け2軸付随車（Beiwagen）」（B2D）という意味である。
両形式とも全長10.9 mの2軸車で、車体右側のみに乗降扉が存在する右側通行に適した車体を有しており、これを含めた基本的な構造はゴータ車両製造が手掛けていたT2-62およびB2-62が基になっていた。T2Dの速度制御は運転台のハンドルによって行われた他、運転台下部の足元には制動用およびデッドマン装置用の足踏みペダルが設置されていた。車体はČKDタトラのスミーホフ工場で生産された一方、電気機器や台車などの部品は東ドイツ製（LEW/ヘミングスドルフ）のものが用いられた他、一部部品についてはチェコスロバキアの他の企業も製造に参加していた。
後述する東ドイツ各地の路線で使用された他、後継車両となるタトラT4（ボギー車）やタトラKT4（連接車）の導入以降はソビエト連邦を始めとする国外を含めた他都市への譲渡も実施された。2021年現在もドイツ国内をはじめ複数の車両が保存されており、製造国であったチェコ（←チェコスロバキア）のリベレツでもイェーナ市電から譲渡されたB2D（1967年製）がリベレツ技術博物館（Technického muzea Liberec）で静態保存されている他、T2D（1968年製）についても1両がリベレツ市電の動態保存車両の予備部品確保用として現存する。

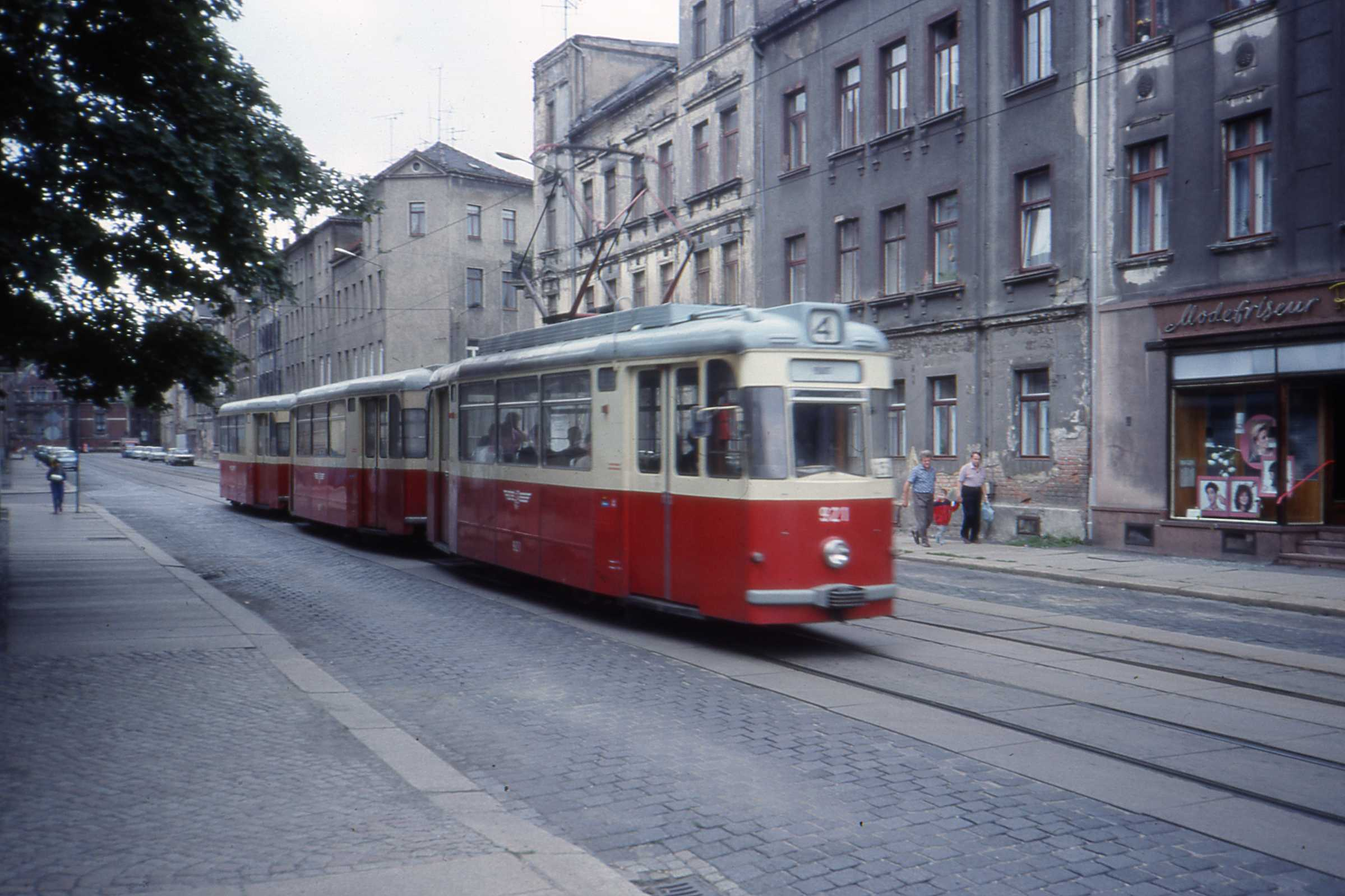
ツヴィッカウ （1989年撮影）
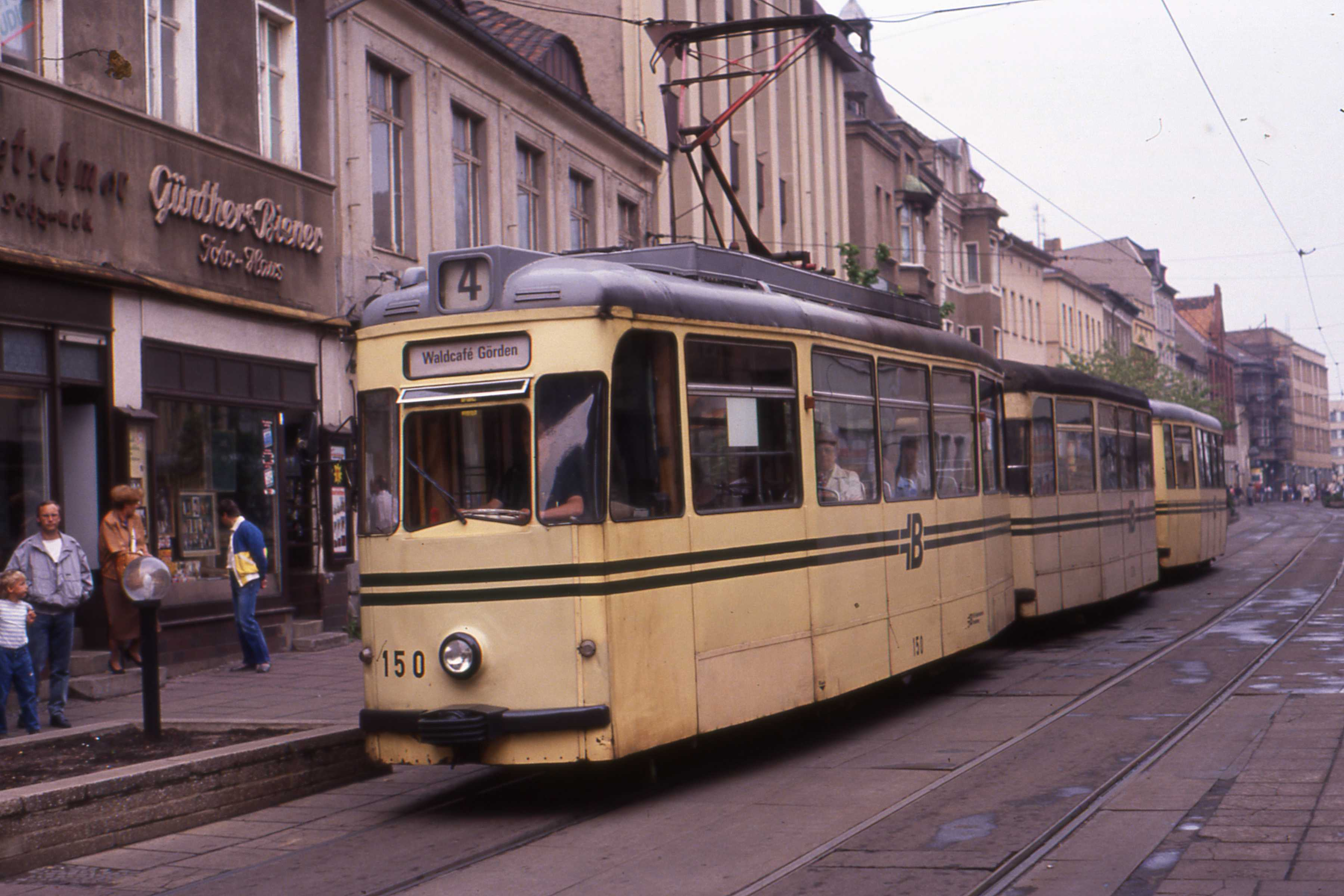
ブランデンブルク （1990年撮影）
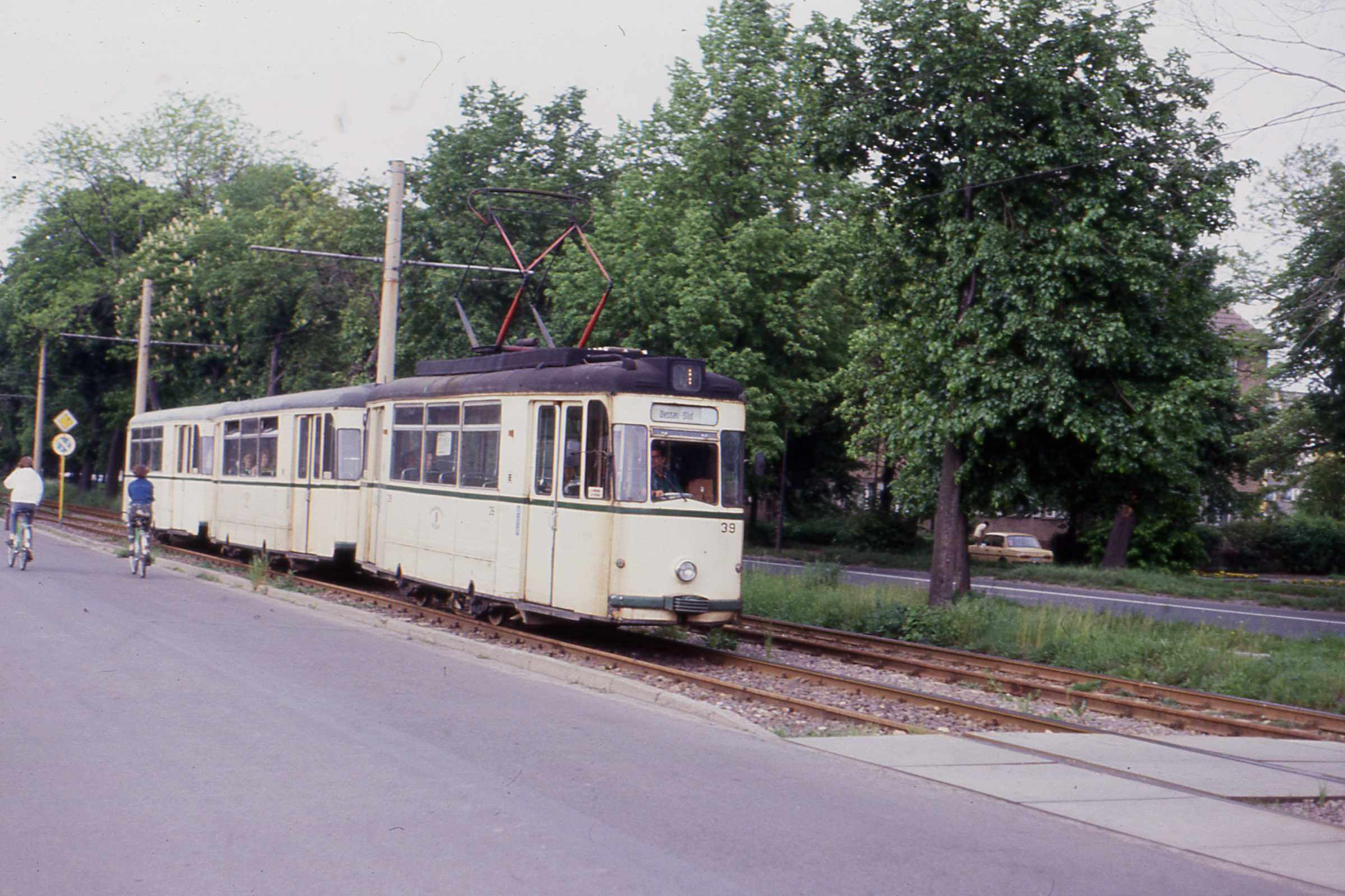
デッサウ （1990年撮影）
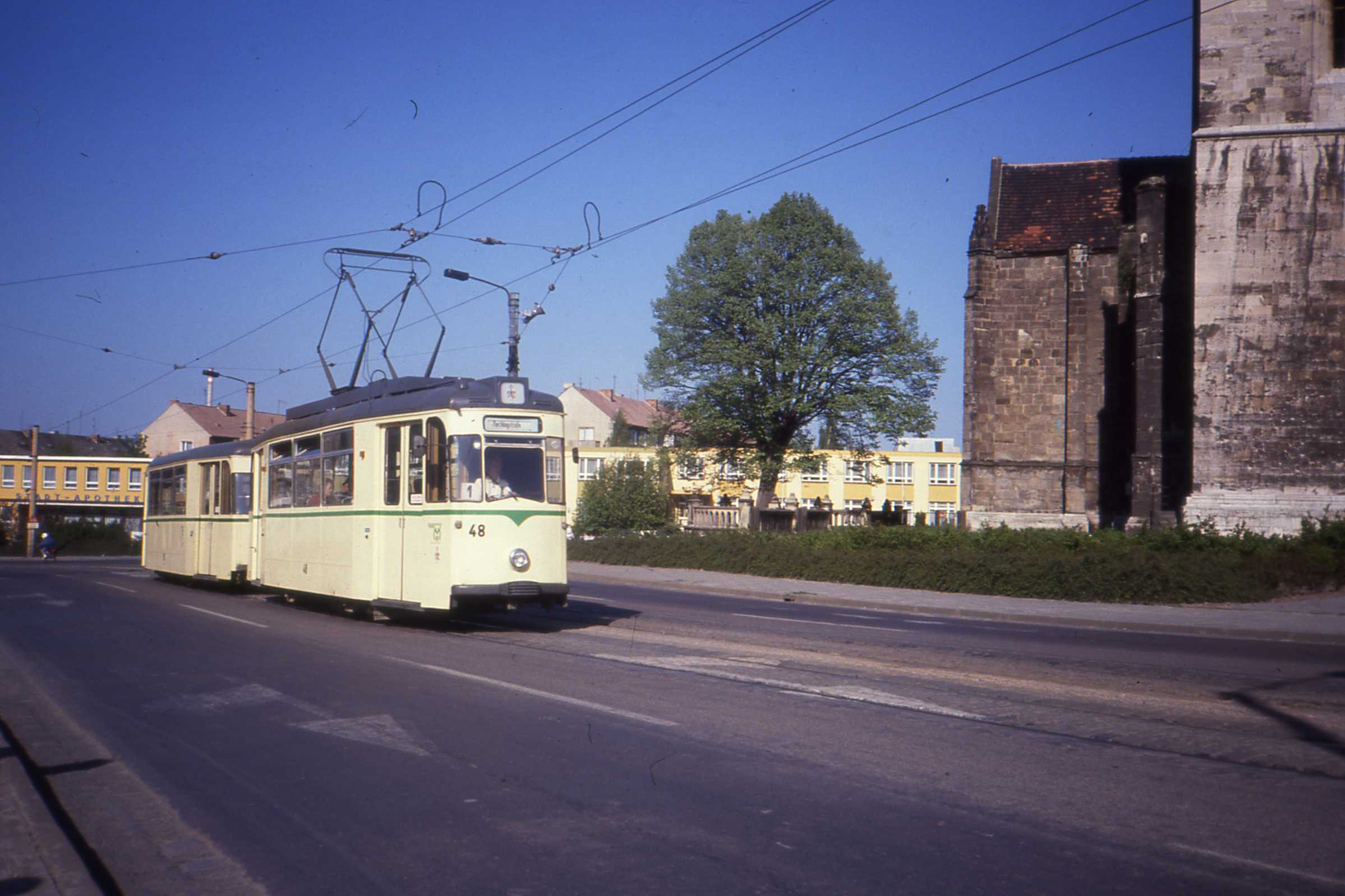
ハルバーシュタット （1990年撮影）

## 導入都市
| T2D・B2D 導入都市一覧                   | T2D・B2D 導入都市一覧 | T2D・B2D 導入都市一覧 | T2D・B2D 導入都市一覧 |
| 都市                                    | 導入車両数            | 導入車両数            | 備考                  |
| 都市                                    | T2D (電動車)          | B2D (付随車)          | 備考                  |
| --------------------------------------- | --------------------- | --------------------- | --------------------- |
| ハレ (ハレ市電)                         | 77両                  | 97両                  |                       |
| コトブス (コトブス市電)                 | 12両                  | 11両                  |                       |
| エアフルト (エアフルト市電)             | 6両                   | 2両                   |                       |
| ツヴィッカウ (ツヴィッカウ市電)         | 6両                   | 1両                   |                       |
| ゴータ (ゴータ市電)                     | 4両                   | 0両                   |                       |
| ブランデンブルク (ブランデンブルク市電) | 3両                   | 2両                   |                       |
| ゲルリッツ (ゲルリッツ市電)             | 3両                   | 2両                   |                       |
| プラウエン (プラウエン市電)             | 2両                   | 1両                   |                       |
| ゲーラ (ゲーラ市電)                     | 0両                   | 2両                   |                       |
| イェーナ (イェーナ市電)                 | 0両                   | 2両                   |                       |